# 1000-talet (decennium)
1000-talet var ett decennium i västerländsk tideräkning, som började den 1 januari 1000 och slutade 31 december 1009.

## Händelser
- 1000 – De första vikingarna med ledaren Leif Eriksson når Nordamerika (Vinland) (omkring detta år).
- 1000 – Mississippikulturen står som högst; Cahokia (i nuvarande USA) är dess största stad.
- 1000 – Jorvik (York i England har 10 000 invånare.
- 1000 – Olof Skötkonung av Sverige och Sven Tveskägg av Danmark besegrar Olav Tryggvason av Norge vid slaget vid Svolder.
- 1000 – Folkmängden i världen beräknas vara 300 miljoner människor.
- 1000 – Sancho III av Navarra blir kung av Aragonien, Navarra och Kastilien.
- 1000 – Staden Dhaka bildas.
- 1001 – Stefan I enar ungrarna till ett rike.
- 1001 – Robert II av Frankrike gifter sig för tredje gången.
- 1002 – Ethelred II beordrar att alla danskar som befinner sig i England ska dödas.
- 1003 – Sven Tveskägg, kung av Danmark invaderar England.
- 1003 – Påven Johannes XVII efterträder Silvester II.
- 1004 – Boleslav I av Polen förlorar Böhmen som han föregående år blivit hertig över. Han efterträds som hertig av Böhmen av Jaromir.
- 1005 – Malkolm II efterträder Kenneth III som skotsk kung.
- 1007 – Ethelred II av England köper två års fred med danskarna för 36 000 silverpund.
- 1008 – Hisham II efterträds av Mohammed II.
- 1008 – Den svenske kungen Olof Skötkonung låter döpa sig, vilket ibland anses markera Sveriges kristnande. Det dröjer dock nära 200 år innan kristendomen är helt etablerad i landet.
- 1009 – Mohammed II efterträds av Suleiman som kalif av Córdoba.

## Födda
- 1001 – Duncan I av Skottland.
- 1002 – Leo IX, Påve.
- 1004 – Edvard Bekännaren.
- 1005 – Macbeth av Skottland.
- 1006 – Konstantin X, bysantinsk kejsare.
- 1008 – Henrik I av Frankrike.
- 1008 – Anund Jakob, av Sverige.

## Avlidna
- 1000 – Olav Tryggvason, kung av Norge.
- 1001 – Johannes XVI, motpåve.
- 1002 – Otto III, tysk-romersk kejsare.
- 1002 – Gunhild Haraldsdatter prinsessan av Danmark (mördad).
- 1002 – Pallig Tokesen, hövding från Danmark (mördad).
- 1003 – Silvester II, påve.
- 1003 – Johannes XVII, påve.
- 1004 – Adelheid av Akvitanien.
- 1005 – Kenneth III, kung av Skottland.
- 1006 – Gisela av Burgund, mor till Henrik II.